# Conioscinella rufoscutellata
Conioscinella rufoscutellata är en tvåvingeart som beskrevs av Oswald Duda 1930. Conioscinella rufoscutellata ingår i släktet Conioscinella och familjen fritflugor. Inga underarter finns listade i Catalogue of Life.